# Liu Xiaobo
Liu Xiaobo (en en chino tradicional, 劉曉波; en chino simplificado, 刘晓波; pinyin, Liú Xiǎobō; Changchun, Jilin, 28 de diciembre de 1955-Shenyang, 13 de julio de 2017) fue un intelectual, crítico de la literatura china, escritor y activista en pro de los Derechos Humanos y las reformas en la República Popular China.
Laureado con el Premio Nobel de la Paz en 2010 por aclamación para reformas políticas, fue acusado en campañas de querer terminar con el comunismo. Fue presidente del Centro Independiente Chino PEN desde 2003. El 8 de diciembre de 2008 fue detenido en respuesta a su participación en la firma de la Carta 08, arrestado el 23 de junio de 2009 por sospecha de «incitar a la subversión contra el poder del Estado», siendo enviado y encarcelado como preso político en Jinzhou. Fue procesado con esos cargos el 23 de diciembre de 2009, y, dos días después, condenado a once años de cárcel.
El 26 de junio de 2017 se le permitió decir unas cuantas palabras después de haberse confirmado el diagnóstico de cáncer de hígado, muriendo en el hospital el 13 de julio de 2017.

## Biografía
Liu nació el 28 de diciembre de 1955 en Changchun, provincia de Jilin,en una familia de intelectuales. El padre de Liu, Liu Ling (刘伶), nació en 1931 en el condado de Huaide, Jilin. Profesor de chino en la Universidad Normal del Noreste, murió de enfermedad hepática en septiembre de 2011.La madre de Liu, Zhang Suqin (张素勤; 張素勤), trabajaba en la guardería de la Universidad Normal del Noreste.Liu Xiaobo fue el tercero en una familia de cinco niños.
- Su hermano mayor, Liu Xiaoguang (刘晓光; 劉曉光), gerente de una empresa de importación y exportación de ropa de Dalian, se jubiló.[9]Se distanció de Liu Xiaobo después de las protestas de Tiananmen de 1989.
- Su segundo hermano, Liu Xiaohui (刘晓晖; 劉曉暉), es un historiador que se graduó en el Departamento de Historia de la Universidad Normal del Noreste y se convirtió en subdirector del Museo de la Provincia de Jilin.[10]
- Su cuarto hermano, Liu Xiaoxuan (刘晓暄; 劉曉暄), nacido en 1957, es profesor de Energía y Materiales en la Universidad Tecnológica de Guangdong,[11][12]y se dedica a la investigación de materiales poliméricos funcionales ópticos y tecnología de aplicación de curado por luz.[13]En 1995, fue admitido como estudiante de doctorado en la Universidad de Tsinghua, pero las actividades políticas de Liu Xiaobo significaron que no se le permitió tomar los exámenes.[11]
- Su hermano menor, Liu Xiaodong (刘晓东; 劉曉東), murió de una enfermedad cardíaca a principios de la década de 1990.[8]

En 1969, durante el Movimiento de Bajada al Campo, el padre de Liu lo llevó al Banner Frontal Derecho de Horqin, Mongolia Interior. Su padre era un profesor que se mantuvo leal al Partido Comunista.Después de terminar la escuela secundaria en 1974, fue enviado al campo para trabajar en una granja en Jilin.
En 1977, Liu fue admitido en el Departamento de Literatura China de la Universidad Jilin, donde fundó un grupo de poesía conocido como "Los corazones inocentes" (赤子心詩社) con seis compañeros de escuela.En 1982, se graduó con una licenciatura en literatura antes de ser admitido en el Departamento de Literatura China de la Universidad Normal de Pekín como estudiante de investigación, donde recibió una maestría en literatura en 1984, y comenzó a enseñar como profesor a partir de entonces.Ese año, se casó con Tao Li, con quien tuvo un hijo llamado Liu Tao en 1985.
En 1986, Liu inició su programa de estudios de doctorado y publicó sus críticas literarias en varias revistas. Se hizo conocido como un "caballo negro" por sus opiniones radicales y comentarios mordaces sobre las doctrinas y el establishment oficial. Opiniones como estas conmocionaron tanto a los círculos literarios como a los ideológicos, y su influencia en los intelectuales chinos fue apodada el "Shock de Liu Xiaobo" o el "Fenómeno de Liu Xiaobo".En 1987, se publicó su primer libro, Crítica de la elección: diálogos con Li Zehou, y se convirtió en un éxito de ventas de no ficción.Criticó exhaustivamente la tradición china del confucianismo y planteó un desafío franco a Li Zehou, una estrella ideológica en ascenso que tuvo una fuerte influencia en los jóvenes intelectuales contemporáneos en China.
En junio de 1988, Liu recibió un doctorado en literatura. Su tesis doctoral, Estética y libertad humana, aprobó el examen por unanimidad y se publicó como su segundo libro.Ese mismo año se convirtió en profesor en el mismo departamento. Pronto se convirtió en profesor visitante en varias universidades, incluidas la Universidad de Columbia, la Universidad de Oslo y la Universidad de Hawái. Durante las protestas de la Plaza de Tiananmen de 1989, Liu estaba en los Estados Unidos, pero decidió regresar a China para unirse al movimiento.Más tarde fue nombrado uno de los "cuatro junzis de la Plaza de Tiananmen" por persuadir a los estudiantes para que abandonaran la plaza y así salvar cientos de vidas.Ese año también se publicó su tercer libro, La niebla de la metafísica, una revisión exhaustiva de las filosofías occidentales.Pronto, todas sus obras fueron prohibidas en China.

## Arresto, juicio y encarcelamiento (2008-2017)

### Arresto
Dos días antes de la publicación oficial de la Carta 08, la noche del 8 de diciembre de 2008, Liu fue detenido por la policía,al igual que Zhang Zuhua [zh], otro académico y firmante de la Carta 08. Según Zhang, los dos fueron detenidos bajo sospecha de recoger firmas para la Carta. Mientras Liu estuvo detenido en régimen de aislamiento,se le prohibió reunirse con su abogado o su familia, pero se le permitió almorzar con su esposa, Liu Xia, y dos policías el día de Año Nuevo de 2009.El 23 de junio de 2009, la fiscalía de Pekín aprobó el arresto de Liu bajo los cargos de "sospecha de incitar a la subversión del poder estatal", un delito tipificado en el artículo 105 del Código Penal de China. En un comunicado de prensa de Xinhua que anunciaba el arresto de Liu, la Oficina de Seguridad Pública de Pekín afirmó que Liu había incitado a la subversión del poder estatal y al derrocamiento del sistema socialista a través de métodos como la difusión de rumores y calumnias, citando casi palabra por palabra el Artículo 105; la Oficina de Seguridad Pública de Pekín también señaló que Liu había "confesado plenamente".

### Juicio
El 1 de diciembre de 2009, la policía de Pekín transfirió el caso de Liu a la fiscalía para su investigación y procesamiento; el 10 de diciembre, la fiscalía acusó formalmente a Liu de los cargos de "incitar a la subversión del poder estatal" y envió a sus abogados, Shang Baojun y Ding Xikui, el documento de acusación. Fue juzgado en el Tribunal Intermedio N.º 1 de Pekín el 23 de diciembre de 2009. A su esposa no se le permitió observar la audiencia, aunque su cuñado estaba presente.A los diplomáticos de más de una docena de países, incluidos los Estados Unidos, Gran Bretaña, Canadá, Suecia, Australia y Nueva Zelanda, se les negó el acceso al tribunal para ver el juicio y todos ellos permanecieron fuera del tribunal durante su duración.Entre ellos se encontraban Gregory May, funcionario político de la Embajada de los Estados Unidos, y Nicholas Weeks, primer secretario de la Embajada de Suecia.

Liu escribió una declaración titulada "No tengo enemigos", con la intención de que se leyera en su juicio. Nunca se le dio el derecho a hablar. El ensayo fue leído más tarde en la ceremonia del Premio Nobel de la Paz de 2010, a la que Liu no pudo asistir debido a su encarcelamiento.El 25 de diciembre de 2009, Liu fue sentenciado a once años de prisión y dos años de privación de derechos políticos por el Tribunal Intermedio N.º 2 de Pekín por cargos de "incitar a la subversión del poder estatal". Según la familia y el abogado de Liu, planeaba apelar la sentencia.En el veredicto, se mencionó la Carta 08 como parte de la evidencia que respaldaba su condena.John Pomfret de The Washington Post dijo que el día de Navidad fue elegido para descartar la noticia porque el gobierno chino creía que los occidentales tenían menos probabilidades de prestar atención en un día festivo.
La reforma política de China... debe ser gradual, pacífica, ordenada y controlable, y debe ser interactiva, de arriba hacia abajo y de abajo hacia arriba. De esta manera se produce el menor costo y se obtienen los resultados más efectivos. Conozco los principios básicos del cambio político: un cambio social ordenado y controlable es mejor que uno caótico y fuera de control. El orden de un mal gobierno es mejor que el caos de la anarquía. Por eso me opongo a los sistemas de gobierno que son dictaduras o monopolios. Esto no es "incitar a la subversión del poder estatal". La oposición no es equivalente a la subversión.

— Liu Xiaobo, 9 de febrero de 2010
Liu sostuvo que su veredicto violaba tanto la constitución china como la Declaración Universal de Derechos Humanos de las Naciones Unidas. Sostuvo que los cargos contra él de "difundir rumores, calumniar e incitar de otras maneras a la subversión del gobierno y derrocar el sistema socialista" eran artificiales, ya que no inventó ni creó información falsa ni manchó el buen nombre y el carácter de otros simplemente expresando un punto de vista, un juicio de valor.
El profesor de derecho penal Gao Mingxuan caracterizó las actividades de Liu como la publicación de discursos provocativos en Internet y la recolección de firmas para abogar por el derrocamiento del gobierno, actividades que, según él, estaban prohibidas por la legislación penal china.Sin embargo, Liu abogaba por la adopción gradual y pacífica de un sistema democrático con derechos individuales. El Ministerio de Asuntos Exteriores de la República Popular China afirmó que existen leyes similares en muchos países para prevenir actividades que propugnen el derrocamiento del gobierno, como la Ley de Traición de 1351 de Inglaterra.

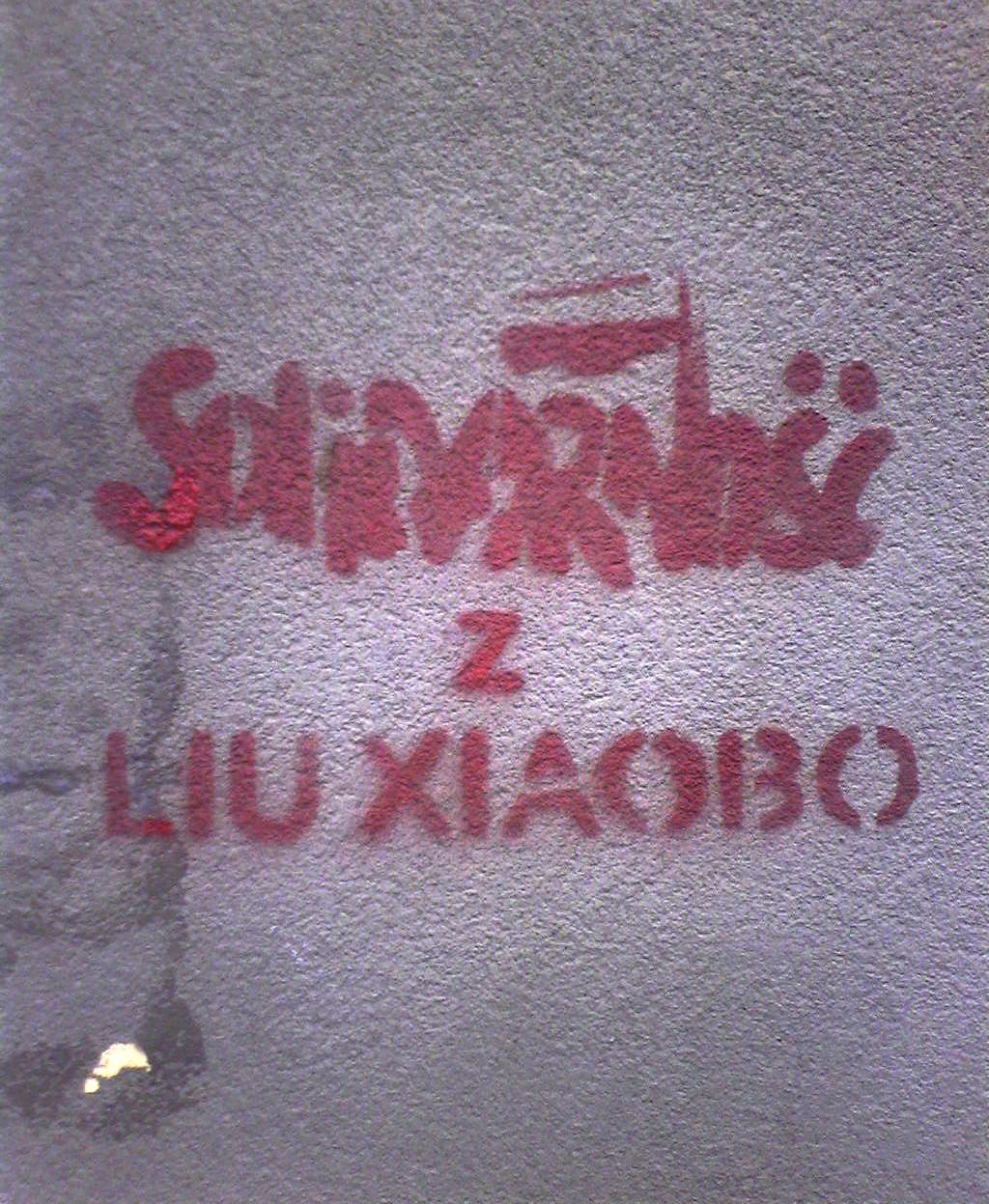
Mural polaco en Varsovia que dice "Solidaridad con Liu Xiaobo"

La detención de Liu fue condenada en todo el mundo tanto por organizaciones de derechos humanos como por países extranjeros. El 11 de diciembre de 2008, el Departamento de Estado de los Estados Unidos pidió la liberación de Liu,a lo que siguió el 22 de diciembre de 2008 una petición similar de un consorcio de académicos, escritores, abogados y defensores de los derechos humanos.Además, el 21 de enero de 2009, 300 escritores internacionales, entre ellos Salman Rushdie, Margaret Atwood, Ha Jin y Jung Chang, pidieron la liberación de Liu en una declaración difundida a través de PEN. En marzo de 2009, el One World Film Festival otorgó a Liu Xiaobo el premio Homo Homini, organizado por la fundación People in Need, por promover la libertad de expresión, los principios democráticos y los derechos humanos.
En diciembre de 2009, la Unión Europea y los Estados Unidos emitieron llamamientos formales pidiendo la liberación incondicional de Liu Xiaobo.El gobierno de China, respondiendo a los llamamientos internacionales antes del veredicto, declaró que otras naciones deberían "respetar la soberanía judicial de China y no hacer cosas que interfieran en los asuntos internos de China".
En respuesta al veredicto, la Comisionada de Derechos Humanos de las Naciones Unidas, Navanethem Pillay, expresó su preocupación por el deterioro de los derechos políticos en China.La canciller alemana, Angela Merkel, criticó duramente el veredicto, afirmando que "a pesar del gran progreso en otras áreas en la expresión de opiniones, lamento que el gobierno chino todavía restrinja masivamente la libertad de prensa".Canadá y Suiza también condenaron el veredicto.El presidente de la República de China, Ma Ying-jeou, pidió a Pekín que "tolere la disidencia".El 6 de enero de 2010, el expresidente checo Václav Havel se unió a otros disidentes de la era comunista en la Embajada de China en Praga para presentar una petición pidiendo la liberación de Liu.El 22 de enero de 2010, la Asociación Europea de Estudios Chinos envió una carta abierta a Hu Jintao en nombre de más de 800 académicos de 36 países pidiendo la liberación de Liu.
El 18 de enero de 2010, Liu fue nominado para el Premio Nobel de la Paz 2010 por Václav Havel, el 14.º Dalái lama, André Glucksmann, Vartan Gregorian, Mike Moore, Karel Schwarzenberg, Desmond Tutu y Grigori Yavlinski.El portavoz del Ministerio de Asuntos Exteriores de China, Ma Zhaoxu, declaró que otorgar el Premio Nobel de la Paz a Liu sería "totalmente erróneo".Geir Lundestad, un secretario del Comité Nobel, declaró que el premio no se vería influenciado por la oposición de Pekín.El 25 de septiembre de 2010, The New York Times informó que una petición en apoyo de la nominación al Nobel estaba circulando en China.
El 14 de septiembre de 2010, el alcalde de Reikiavik, Jón Gnarr, se reunió con Liu Qi, miembro del Politburó del PCCh, para tratar un asunto no relacionado, y exigió a China que liberara al disidente Liu Xiaobo. También en septiembre de ese mismo año, Václav Havel, Dana Němcová y Václav Malý, líderes de la Revolución de Terciopelo de Checoslovaquia, publicaron una carta abierta en el International Herald Tribune pidiendo que se otorgara el premio a Liu, mientras que poco después empezó a circular una petición.
El 6 de octubre de 2010, la organización no gubernamental Freedom Now, que actúa como asesor internacional de Liu Xiaobo contratado por su familia, publicó una carta de 30 miembros del Congreso de los Estados Unidos al presidente Barack Obama, instándolo a plantear directamente el caso de Liu y el de su compañero disidente encarcelado Gao Zhisheng al presidente chino Hu Jintao en la Cumbre del G-20 en noviembre de 2010.El presidente de la República de China, Ma Ying-jeou, felicitó a Liu por ganar el Premio Nobel y solicitó que las autoridades chinas mejoraran su impresión a los ojos del mundo respetando los derechos humanos, pero no pidió su liberación de prisión.
El 15 de octubre de 2010, el China News Service indicó que en 2008 Liu había recibido una donación financiera del Fundación Nacional para la Democracia,que es "una organización sin fines de lucro con sede en Washington financiada en gran parte por el Congreso de los Estados Unidos".
En 2011 se dedicó una lectura mundial a Liu Xiaobo; el 20 de marzo se celebraron lecturas en su honor en más de 60 ciudades de todos los continentes y se transmitieron por radio. El llamamiento "Libertad para Liu Xiaobo" contó con el apoyo de más de 700 escritores de todo el mundo, entre ellos los premios Nobel John M. Coetzee, Nadine Gordimer, Herta Müller y Elfriede Jelinek, así como Breyten Breytenbach, Eliot Weinberger, Salman Rushdie, Vikram Seth, Mario Vargas Llosa, Wolf Biermann y Dave Eggers.
El 20 de marzo de 2011, el festival literario internacional convocó a una lectura mundial de Liu Xiaobo. Más de 700 autores de todos los continentes firmaron el llamamiento y más de 150 instituciones participaron en el evento.
El 19 de noviembre de 2013, su esposa, Liu Xia, que fue puesta bajo arresto domiciliario poco después de que Liu Xiaobo recibiera el Premio Nobel de la Paz, presentó una apelación para que se repitiera el juicio contra Liu Xiaobo. Esta medida se ha calificado de "extraordinaria" porque podría volver a centrar la atención mundial en el historial de derechos humanos de China.Según su abogado, Mo Shaoping, Liu Xia visitó a su marido en la prisión de Jinzhou en Liaoning y obtuvo su aprobación antes de presentar esta moción.

## Premio Nobel de la Paz
El 8 de octubre de 2010, el Comité Nobel otorgó a Liu el Premio Nobel de la Paz "por su larga y no violenta lucha por los derechos humanos fundamentales en China",afirmando que Liu había sido durante mucho tiempo el favorito para recibir el premio.La esposa de Liu, Liu Xia, expresó su gratitud en nombre de su marido al Comité Nobel, a los proponentes de Liu y a quienes lo han apoyado desde 1989, incluidas las Madres de Tiananmen, familiares o representantes de quienes fueron asesinados o desaparecieron en las protestas y la masacre de la Plaza de Tiananmen de 1989. Dijo: "El premio debería pertenecer a todos los que firmaron la Carta 08 y fueron encarcelados debido a su apoyo".
Liu Xia informó a su marido de su premio durante una visita a la prisión de Jinzhou el 9 de octubre de 2010, un día después del anuncio oficial.Informó que Liu lloró y dedicó el premio a los que sufrieron como resultado de las protestas de la Plaza de Tiananmen de 1989,diciendo: "El premio es ante todo para los mártires de Tiananmen".Después de que la señora Liu regresó a casa, fue puesta bajo arresto domiciliario y vigilada por guardias armados.Expresó el deseo de asistir a la ceremonia de premios en Noruega en diciembre, pero se mostró escéptica sobre sus posibilidades de que se le permitiera hacerlo.Liu Xia escribió una carta abierta a 143 figuras prominentes, alentándolas a asistir a la ceremonia de premios en Oslo.

### Reacción del Gobierno chino
El Ministerio de Relaciones Exteriores convocó al embajador de Noruega en la República Popular de China el 8 de octubre de 2010 para presentarle una queja oficial contra la concesión del Premio Nobel de la Paz a Liu Xiaobo.
En vista de que China había amenazado a Noruega con romper las relaciones comerciales, el canciller Jonas Gahr Støre envió una respuesta oficial en la que recordaba que el premio es independiente del Gobierno de Noruega, y agregó que la independencia puede ser difícil de entender para el Gobierno chino.
La policía de Pekín arrestó a quienes celebraban la concesión del Nobel de la Paz en un banquete en su honor convocado por internautas chinos, abogados de derechos humanos y académicos.
El gobierno también apresó a Liu Xia (esposa del premiado) y la puso bajo arresto domiciliario, sin teléfono, ni internet ni visitas. No han informado de ningún cargo contra ella, cuya situación fue difundida por un video del organismo de derechos humanos Nobel de la Paz 1977, Amnistía Internacional.

### Otras reacciones

En rojo, los países que boicotearon diplomáticamente la entrega del Nobel a Liu, en azul los que asistieron y en negro, Noruega.

- Alemania: un portavoz de la Cancillería alemana solicitó la liberación de Xiaobo, y añadió:

(Liu Xiaobo) es un hombre valiente, un hombre que quiere ayudar a la implementación de la democracia y los derechos humanos en su país... Insta a despojarse del odio. Y a uno le impresiona con el respeto con el que se refiere incluso a sus celadores.
Steffen Seibert, portavoz del gobierno alemán

- Bolivia: el presidente boliviano, Evo Morales, se lamentó de que el Nobel de la Paz jamás sería entregado a "anticapitalistas o antiimperialistas como él". También criticó al Nobel de Literatura, Mario Vargas Llosa:

Si ese es el supuesto premio de la Paz, cómo serán otros premios, (como) el de Literatura. Vargas Llosa, que trimestralmente me ataca a mí personalmente, pero nunca hemos respondido.
Evo Morales, presidente de Bolivia

- Cuba: en diversos sitios web del gobierno de Cuba se publicó un artículo donde se cuestionaba la elección de Liu Xiaobo como premio Nobel de la Paz, así como la elección de Mario Vargas Llosa, como premio Nobel de Literatura.[75] En el texto se indica:

Con tales elegidos (Liu Xiaobo y Vargas Llosa), el poco prestigio que le quedaba al Nobel se diluye cada vez más en el desconcierto.
Manuel Henríquez Lagarde, director del portal digital oficial Cubasí.

- España: el Ministerio de Asuntos Exteriores de España emitió un comunicado solicitando la liberación de Liu, aunque horas antes portavoces del gobierno español habían declarado que no iba a haber un pronunciamiento especial sobre el tema.[76]

- Francia: el ministro francés de Relaciones Exteriores, Bernard Kouchner, solicitó de nuevo la liberación de Liu Xiaobo:

Francia, como la Unión Europea, expresó su preocupación desde su detención y pidió su liberación en reiteradas ocasiones. Francia reitera ese llamamiento.
Bernard Kouchner, canciller francés

- Venezuela: el presidente venezolano Hugo Chávez se burló de una carta enviada por la oposición venezolana al gobierno de China, solicitando la liberación de Liu Xiaobo. Chávez evitó criticar a la academia noruega que le galardonó.[78][79]

## Pensamientos y opiniones políticas

### Cultura china y occidental
Liu abogó por la occidentalización de China.Se hizo eco del llamado del Movimiento por la Nueva Cultura a la occidentalización total y al rechazo de la cultura tradicional china. En una entrevista de 1988 con la revista Liberation Monthly de Hong Kong (ahora conocida como Open Magazine), dijo que "la modernización significa occidentalización total, elegir una vida humana es elegir un estilo de vida occidental. La diferencia entre el sistema de gobierno occidental y el chino es humano versus inhumano, no hay punto medio... La occidentalización no es una elección de una nación, sino una elección para la raza humana".En la misma entrevista, Liu también criticó el documental de televisión River Elegy, por no criticar lo suficiente la cultura china y no promover la occidentalización con suficiente entusiasmo. Se citó a Liu diciendo: "Si hiciera esto, mostraría cuán cobardes, pusilánimes y jodidos [齷齪、軟弱和操蛋] son realmente los chinos". Liu consideró que era muy lamentable que su monolingüismo lo vinculara a la esfera cultural china.Cuando se le preguntó qué se necesitaría para que China lograra una verdadera transformación histórica, respondió:
[Se necesitarían] 300 años de colonialismo. En 100 años de colonialismo, Hong Kong ha cambiado hasta convertirse en lo que vemos hoy. Siendo China tan grande, por supuesto que se necesitarían 300 años como colonia para poder transformarse en lo que es Hong Kong hoy. Tengo mis dudas sobre si 300 años serían suficientes.
En un artículo en The New York Review of Books, Simon Leys escribió que la percepción de Liu Xiaobo de Occidente y su relación con una China en proceso de modernización evolucionó durante sus viajes a Estados Unidos y Europa en la década de 1980.

Durante una visita al Museo Metropolitano de Nueva York, experimentó una especie de epifanía que cristalizó la agitación de su último cuestionamiento: se dio cuenta de la superficialidad de su propio saber a la luz de las fabulosas riquezas de las diversas civilizaciones del pasado y, al mismo tiempo, percibió la insuficiencia de las respuestas occidentales contemporáneas a la situación actual de la humanidad. Su propio sueño de que la occidentalización pudiera utilizarse para reformar China de repente le pareció tan patético como la actitud de «un parapléjico que se ríe de un cuadripléjico», confesó en ese momento:
Mi tendencia a idealizar la civilización occidental surge de mi deseo nacionalista de utilizar a Occidente para reformar a China. Pero esto me ha llevado a pasar por alto los defectos de la cultura occidental... He sido obsequioso con la civilización occidental, exagerando sus méritos y al mismo tiempo exagerando mis propios méritos. He visto a Occidente no sólo como la salvación de China sino también como el destino natural y último de toda la humanidad. Además, he utilizado este idealismo delirante para asignarme el papel de salvador... Ahora me doy cuenta de que la civilización occidental, si bien puede ser útil para reformar a China en su etapa actual, no puede salvar a la humanidad en un sentido general. Si nos alejamos de la civilización occidental por un momento, podemos ver que posee todos los defectos de la humanidad en general... Si yo, como persona que ha vivido bajo el sistema autocrático de China durante más de treinta años, quiero reflexionar sobre el destino de la humanidad o cómo ser una persona auténtica, no tengo más opción que llevar a cabo dos críticas simultáneamente.
Debo:
1. Utilizar la civilización occidental como herramienta para criticar a China.
2. Utilizar mi propia creatividad para criticar a Occidente.

En 2002, reflexionó sobre sus opiniones estéticas y políticas radicales de tintes maoístas iniciales en la década de 1980:
Me doy cuenta de que toda mi juventud y mis primeros escritos se habían nutrido de odio, violencia y arrogancia, o de mentiras, cinismo y sarcasmo. En ese momento supe que el pensamiento al estilo de Mao y el lenguaje al estilo de la Revolución Cultural se habían arraigado en mí, y mi objetivo había sido transformarme [...]. Puede que me lleve toda la vida deshacerme del veneno.
En 2006, Liu admitió en otra entrevista con la revista Open (antes conocida como Liberation Monthly) que su respuesta de 1988 sobre "300 años de colonialismo" fue improvisada, aunque no tenía intención de retractarse, porque representaba "una expresión extrema de su antigua creencia".No obstante, la cita fue utilizada en su contra. Ha comentado: "Incluso hoy [en 2006], los patriotas radicales 'jóvenes enojados' todavía usan con frecuencia estas palabras para pintarme de 'traidor'".
Partiendo de su noción estética de "subjetividad individual", en contraposición a la teoría de la subjetividad estética de Li Zehou, que combinaba el materialismo marxista y el idealismo kantiano, defendió la noción de "libertad estética", que se basaba en la concepción individualista de la libertad y la estética. También criticó duramente la "actitud tradicional de los intelectuales chinos de buscar el racionalismo y la armonía como una mentalidad de esclavos", tal como la criticó el crítico literario de izquierda radical Lu Xun durante el Movimiento de la Nueva Cultura.

### Democracia china
En una carta a su amigo Liao Yiwu en 2000, expresó sus pensamientos sobre las perspectivas del movimiento democrático en China:
Comparados con otros que se encuentran bajo la cortina negra comunista, no podemos llamarnos hombres de verdad. A pesar de las grandes tragedias de todos estos años, todavía no tenemos un gigante justo como Havel. Para que todos tengan derecho a ser egoístas, tiene que haber un gigante justo que esté dispuesto a sacrificarse desinteresadamente. Para obtener "libertades pasivas" (libertad de la opresión arbitraria de los que están en el poder), tiene que haber una voluntad de resistencia activa. En la historia, nada está predestinado. La aparición de un mártir cambiará por completo el alma de una nación y elevará la calidad espiritual del pueblo. Pero Gandhi fue una casualidad, Havel fue una casualidad; hace dos mil años, el nacimiento de un niño campesino en un pesebre fue aún más casual. El progreso humano se basa en el nacimiento casual de estos individuos. No se puede contar con la conciencia colectiva de las masas, sino solo con la gran conciencia individual para consolidar a las masas débiles. En particular, nuestra nación necesita a este gigante justo; el atractivo de un modelo a seguir es infinito; Un símbolo puede despertar una gran cantidad de recursos morales. Por ejemplo, la capacidad de Fang Lizhi para salir caminando de la embajada de Estados Unidos, o la capacidad de Zhao Ziyang para resistir activamente después de dimitir, o la negativa de tal o cual persona a irse al extranjero. Una razón muy importante para el silencio y la amnesia después del 4 de junio es que no tuvimos un gigante justo que diera un paso al frente.
También fue un fuerte crítico del nacionalismo chino, creyendo que el "nacionalismo anormal" que había existido en China durante el último siglo había pasado de ser un estilo defensivo que contenía "sentimientos encontrados de inferioridad, envidia, queja y culpa" a una forma agresiva de "patriotismo" que estaba lleno de "autoconfianza ciega, alardes vacíos y odio reprimido".El "ultranacionalismo" que está desplegando el Partido Comunista Chino desde las protestas de Tiananmen también se ha convertido en "un eufemismo para la adoración de la violencia al servicio de objetivos autocráticos".
En 2009, durante su juicio por "incitar a la subversión del poder estatal" debido a su participación en la redacción del manifiesto Carta 08 que exigía libertad de expresión, derechos humanos y elecciones democráticas, escribió un ensayo conocido como "No tengo enemigos", afirmando que "la mentalidad de enemistad puede envenenar el espíritu de una nación, instigar brutales luchas de vida o muerte, destruir la tolerancia y la humanidad de una sociedad y bloquear el progreso de una nación hacia la libertad y la democracia", y declaró que no tenía enemigos ni odio.

### Mundo islámico
Liu apoyó ampliamente la militarización de Estados Unidos. Apoyó la invasión de Afganistán en 2001 del presidente estadounidense George W. Bush, su invasión de Irak en 2003 y la posterior reelección.Liu también apoyó otras intervenciones estadounidenses en Medio Oriente, junto con la guerra de Vietnam y Corea.

En su artículo de 2004 titulado "Victoria de la Alianza Anglo-Americana por la Libertad", elogió los conflictos liderados por Estados Unidos posteriores a la Guerra Fría como "los mejores ejemplos de cómo debe conducirse la guerra en una civilización moderna". Escribió:
"A pesar de la brutalidad de los terroristas, de la inestabilidad de la situación en Irak y, lo que es más, de lo mucho que la juventud patriótica pueda despreciar a los partidarios de los Estados Unidos como yo, mi apoyo a la invasión de Irak no vacilará. Así como, desde el principio, creí que la intervención militar de Gran Bretaña y los Estados Unidos sería victoriosa, sigo creyendo plenamente en la victoria final de la Alianza por la Libertad y en el futuro democrático de Irak, e incluso si las fuerzas armadas de Gran Bretaña y los Estados Unidos se encontraran con algunos obstáculos como los que están afrontando actualmente, esta creencia mía no cambiará."
También predijo que "surgirá un Irak libre, democrático y pacífico".
Comentó sobre el islamismo que "una cultura y un sistema (religioso) que ha producido este tipo de amenaza (el fundamentalismo islámico) debe ser inherentemente intolerante y sanguinario". También criticó los escándalos de abusos en las prisiones de Irak. Durante las elecciones presidenciales estadounidenses de 2004, Liu volvió a elogiar a Bush por su esfuerzo bélico contra Irak y condenó al candidato del Partido Demócrata John Kerry por no apoyar lo suficiente las guerras en las que Estados Unidos estaba involucrado en ese momento.
En cuanto a Israel, dijo que "sin la protección de Estados Unidos, los judíos perseguidos durante mucho tiempo y que se enfrentaron al exterminio durante la Segunda Guerra Mundial, probablemente se ahogarían una vez más en el odio del mundo islámico". Había defendido las políticas estadounidenses en el conflicto palestino-israelí, que según él era culpa de los palestinos "provocadores".